# Tempestade tropical Olga (2007)
A tempestade tropical Olga foi o décimo sétimo ciclone tropical e o décimo quinto sistema nomeado da temporada de furacões no oceano Atlântico de 2007. Na segunda semana de Dezembro, depois da temporada de furacões de 2007 ter terminado oficialmente em 30 de Novembro, uma área de baixa pressão formou-se a leste na porção norte das Pequenas Antilhas. A área adquiriu características tropicais lentamente e no começo da madrugada de 11 de Dezembro (UTC), o Centro Nacional de Furacões classificou o sistema como a tempestade subtropical Olga, no momento em que o centro do sistema estava localizado a poucos quilômetros da costa norte de Porto Rico. Olga foi a primeira tempestade pós-temporada desde a tempestade tropical Zeta na temporada de 2005, fazendo desta temporada uma entre algumas que teve sistemas nomeados antes e depois dos limites oficiais da temporada. A tempestade atingiu o extremo leste de República Dominicana em 11 de Dezembro. No final daquela noite, a tempestade se transformou numa tempestade tropical logo depois de atingir a costa da República Dominicana. A tempestade continuou a seguir para oeste sobre Hispaniola e emergiu no Mar do Caribe. Fortes ventos de cisalhamento e ar seco causaram o enfraquecimento de Olga, que se tornou uma área de baixa pressão remanescente no começo da madrugada de 13 de Dezembro.
A tempestade afetou muitas áreas atingidas um mês antes pela tempestade tropical Noel. Em Porto Rico, chuvas moderadas a fortes causaram uma morte. Na República Dominicana a situação foi mais grave; 22 pessoas morreram no país, sendo que 20 destas morreram afogadas ou levadas pela enxurrada após a abertura das compostas de uma barragem na província de Santiago. No Haiti, duas pessoas morreram após a passagem de Olga.

## História meteorológica

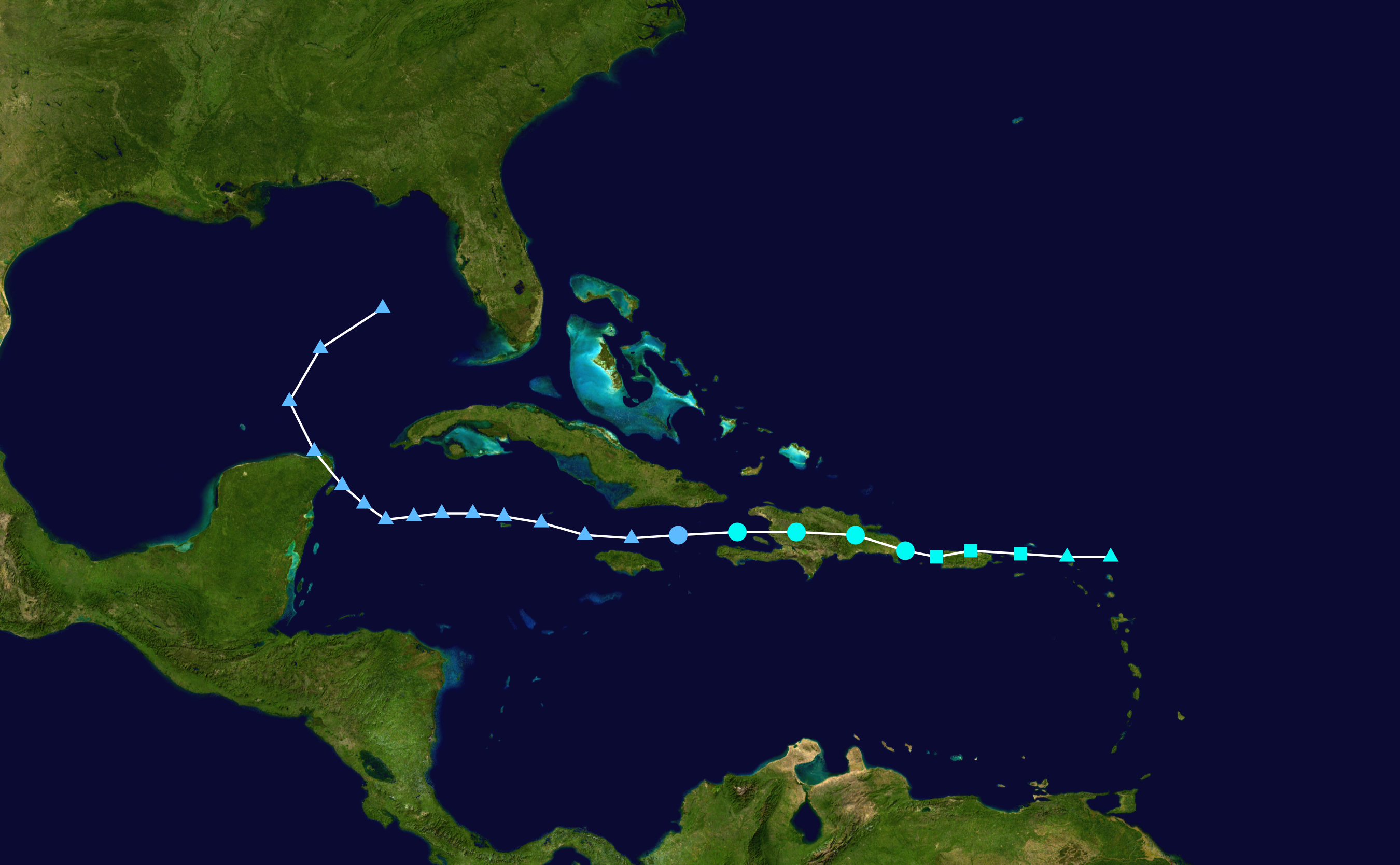
O caminho de Olga.

Na primeira semana de Dezembro, uma área de baixa pressão de altos níveis que se movia para oeste permitiu a formação de um grande cavado de superfície a centenas de quilômetros a leste da parte norte das Pequenas Antilhas. Com uma forte crista ao seu nordeste, o cavado seguiu lentamente para oeste, produzindo algumas áreas isoladas de convecção de ar e uma fraca circulação ciclônica. Em 8 de Dezembro, as áreas de convecção começaram a persistir em associação ao cavado e também a uma área de baixa pressão de altos níveis. Na madrugada de 9 de Dezembro, o Centro Nacional de Furacões (NHC) começou as classificações do sistema usando a técnica Hebert-Poteat. Vários Modelo de previsão de ciclones tropicais anteciparam o seu desenvolvimento com características tropicais. O sistema, que se consistia de um cavado com áreas de ventos fortes ao seu norte, continuou a seguir para uma região do oceano com águas relativamente mornas. Em 10 de Dezembro, uma circulação ciclônica de superfície se formou no sistema, embora as suas áreas de convecção estivessem desorganizadas e muito ao norte do centro do sistema. Os ventos de cisalhamento vindos do sul deixaram o sistema assimétrico e as áreas de convecção se intensificaram rapidamente. Uma área de baixa pressão de altos níveis que se situava ao sul do sistema causava o afastamento dos ventos máximos para o norte do sistema e baseado nestes fatos, o Centro Nacional de Furacões classificou o sistema como tempestade subtropical Olga às 03:00 UTC de 11 de Dezembro, enquanto seu centro estava localizado a 85 km a leste de San Juan, Porto Rico. Neste momento, o centro de Olga atingiu a costa norte-central de Porto Rico.
Depois de ser classificado como um ciclone subtropical, Olga manteve um fluxo externo bem definido, e, situado ao sul de uma forte crista sobre o noroeste do Oceano Atlântico, seguiu para oeste-sudoeste. A tempestade se fortaleceu ligeiramente assim que se movia paralelamente à costa norte de Porto Rico. Depois que as áreas de convecção associadas ao sistema, Olga atingiu o extremo leste da República Dominicana, perto de Punta Cana, por volta das 18:00 UTC de 11 de Dezembro. Um avião caçador de furacões sobrevoou o sistema e reportou mudanças bruscas da pressão atmosférica observadas a partir do centro de Olga e ventos constantes de 95 km/h. Por volta da meia-noite de 12 de Dezembro, o Centro Nacional de Furacões (NHC) reclassificou Olga como um ciclone tropical no momento em que seu centro ainda estava sobre terra.  Análises pós-tempestade concluíram que Olga se tornou uma tempestade tropical assim que atingiu a costa da República Dominicana. As áreas de convecção rapidamente se enfraqueceram assim que a tempestade cruzava a porção central de Hispaniola e, depois de alcançar o Mar do Caribe, o sistema já não contava com áreas de convecção, essenciais para que o sistema seja classificado como um ciclone tropical; as bandas de tempestade ao seu norte mantiveram ventos fortes, porém seu centro ficou pouco definido com os efeitos do ar seco e dos ventos de cisalhamento. No final de 12 de Dezembro, algumas áreas de convecção se fortaleceram ligeiramente perto do centro de Olga, embora no mesmo momento Olga tenha de enfraquecido para uma depressão tropical. Assim que as áreas de convecção começaram a se dissipar, o Centro Nacional de Furacões descontinuou os avisos no começo da madrugada de 13 de Dezembro, enquanto o centro do sistema estava localizado a 130 km a noroeste de Kingston, Jamaica. A área de baixa pressão remanescente de Olga continuou com uma circulação ciclônica bem definida em imagens de satélite, produzindo algumas tempestades isoladas sobre Cuba e Ilhas Cayman, sendo que a sua umidade associada chegou até a Península de Iucatã e sobre a Florida.
Pequenas áreas de convecção profunda formaram-se logo a leste do centro da área de baixa pressão remanescente de Olga e a circulação ciclônica de superfície do sistema continuou bem definido assim que se aproximava da costa de península de Iucatã. Os remanescentes de Olga deslocaram-se para o norte, no Golfo do México, assim que uma frente fria estendia-se para leste. Em 16 de Dezembro, a frente fria absroveu a área de baixa pressão remanescente de Olga assim que sua umidade seguiu para a costa da Flórida.  Os remanescentes de Olga atingiram a Flórida, perto de Tampa com ventos de intensidade de tempestade tropical e em algumas áreas com intensidade de furacão. Entretanto, o Centro Nacional de Furacões diz que a área de baixa pressão remanescente não tinha se regenerado e que não havia atividade convectiva. A umidade restante ficou associada com uma forte tempestade de neve que afetou grande parte do leste dos Estados Unidos durante aquele final de semana que matou 25 pessoas no país e outras 3 no Canadá.

## Preparativos
Em 10 de Dezembro, o Centro Nacional de Furacões emitiu um aviso de ventos fortes para as águas ao norte das Pequenas Antilhas, Depois de ter sido classificado como um ciclone subtropical, o governo da República Dominicana emitiu um aviso de tempestade tropical para a costa norte do país, entre Cabo Engaño e a fronteira com o Haiti. Um alerta de tempestade tropical também foi emitido para a costa sul do país, entre Cabo Engaño e perto de Santo Domingo. Por causa dos ventos fortes estarem bem ao norte do centro do sistema, não foi emitido um aviso de tempestade tropical para Porto Rico. Antes de Olga atingir a costa da República Dominicana, o governo do Haiti emitiu um aviso de tempestade tropical para a costa norte do país. Posteriormente, um aviso de tempestade tropical foi emitido para Turcas e Caicos e para o sul das Bahamas.
O escritório do Serviço Nacional de Meteorologia emitiu aviso de enchentes para todo o Porto Rico e para as ilhas de Culebra e Vieques. A chuva forte contínua fez que alertas de enchente de curta duração fossem emitidas em algumas regiões da ilha. O serviço de balsa entre Fajardo e as ilhas de Culebra e Vieques foi suspenso temporariamente durante a passagem da tempestade. Na República Dominicana, autoridades abriram abrigos em 15 províncias e recomendaram à população que vive em áreas baixas a se refugiarem nestes abrigos durante a passagem da tempestade. A população de 22 comunidades no país tiveram que ser retiradas.

## Impactos
O ciclone provocou baixa a moderada precipitação sobre Porto Rico, alcançando o pico de 242 mm em Villalba. A precipitação causou a elevação de alguns níveis para marcas perigosas. A passagem de Olga deixou 79.000 pessoas sem eletricidade e outras 144.000 sem água potável. Na porção norte da ilha, a chuva forte causou um deslizamento de terra que atingiu um carro, matando seu condutor.
A República Dominicana foi afetada pela chuva forte de Olga, sendo que foi esperado 250 mm de chuva em algumas regiões. A chuva forte causou o transbordamento do Rio Yaque del Norte, onde está situado a represa de Tavera, na província de Santiago. Um possível transbordamento desta represa poderia provocar a morte de milhares de pessoas sobre a província. As autoridades então optaram pela abertura da represa. Abriram seis comportas por volta das 04:00 UTC de 12 de Dezembro, que liberou mais de 6,1 milhões de litros por segundo. A inundação provocada pela liberação das águas da represa criou uma "onda" de mais de 20 metros de altura. Os residentes das áreas próximas não foram avisados, devido ao fato de ser madrugada e do pouco tempo de preparo; a onda chegaria em apenas 15 minutos nas áreas habitadas. A enchente repentina matou pelo menos 35 pessoas e deixou sete comunidades inundadas. Outras duas mortes foram registradas em outras regiões do país e mais de 34.000 casas tiveram que deixar suas casas; mais de 7.500 casas foram danificadas. No país, os danos gerais foram calculados em $1,5 bilhões de pesos dominicanos (cerca de $45 milhões de dólares). No Haiti, duas pessoas morreram no norte do país.
Em 11 de Dezembro, uma estação meteorológica em Turcas e Caicos registrou ventos constantes de 58 km/h.
Quando a área de baixa pressão remanescente atingia a Flórida, ela produziu um tornado que danificou algumas casas, incluindo um corpo de bombeiros e uma cadeia no Condado de Pasco.